# Tatiana Minello
Tatiana Minello (* 1. März 1970 in Santa Maria) ist eine ehemalige brasilianische Volleyball- und Beachvolleyballspielerin.

## Karriere Halle
Von 1991 bis 1997 war die aus Santa Maria stammende Athletin als Hallenvolleyballerin auf der Position der Außenangreiferin in Italien aktiv, in den ersten beiden Spieljahren in der Serie A1 bei Società Sportiva Virtus und bei Nausicaa Reggio Calabria. In der Saison 1993/94 griff die Brasilianerin für Nausicaa Reggio Calabria in der A2 Serie an, in den beiden folgenden Jahren war sie bei Mangiatorella Messina beschäftigt. Mit diesem Verein wurde die Außenangreiferin 1996 Meister der zweiten italienischen Liga. In ihrer letzten Hallensaison spielte Tatiana Minelli noch einmal in der Belle Etage Italiens für Etna Cavagrande Messina. Zum Abschluss ihrer Hallenkarriere belegte sie mit diesem Verein den zehnten Rang.  

## Karriere Beach
1997 wechselte Minello zum Beachvolleyball und spielte ihre ersten FIVB-Turniere mit Isabel Salgado. Nach einigen weiteren Auftritten mit Magda Lima bildete sie 2001 ein neues Duo mit Sandra Pires, das bei der Weltmeisterschaft in Klagenfurt erst im rein brasilianischen Finale gegen Adriana Behar und Shelda Bede unterlag. Im gleichen Jahr gewannen Minello und Pires das Turnier bei den Goodwill Games in Brisbane. 2002 unterlag Minello mit Ana Paula beim Open-Turnier in Madrid im Endspiel den US-Amerikanerinnen Walsh/May-Treanor, die sie zum Auftakt noch bezwungen hatten. In Osaka wurde sie ebenfalls Zweite. 2003 spielte Minello mit Alexandra Fonseca und musste sich bei der Weltmeisterschaft in Rio de Janeiro vor eigenem Publikum mit dem 17. Platz begnügen.
2005 wechselte Minello zur AVP Tour. Mit Mimi Amaral erreichte sie im ersten Jahr dreimal das Halbfinale. 2006 war ein dritter Platz das beste Ergebnis. In den nächsten beiden Jahren gelangen der in Santa Maria geborenen Sportlerin weitere vordere Platzierungen mit der US-Amerikanerin Carrie Dodd. 2009 spielte sie mit Priscilla Lima, bevor sie 2010 noch einige FIVB-Turniere mit Ana Paula absolvierte und anschließend ihre Karriere beendete.